# Gottfried Gutmann
Gottfried Gutmann (* 18. Mai 1911 in Deutsch-Ostafrika; † 16. März 1990) war ein deutscher Arzt und Mitbegründer der Manuellen Medizin in Deutschland.

## Biografie
Gutmann war ein Sohn eines evangelischen Pfarrers und Missionars. Er wurde am Fuße des Kilimandscharo geboren. Ein Studium der Medizin in Deutschland und Promotion in München 1938 folgten. Bei Ausbruch des Zweiten Weltkriegs wurde er als Stabsarzt in die Wehrmacht eingezogen und geriet in englische Gefangenschaft. In Großbritannien kam er in Kontakt mit englischen Chiropraktikern. 
Zurück in Deutschland, engagierte sich Gutmann berufspolitisch und war ab 1955 für mehr als 15 Jahre Vorsitzender der Forschungsgemeinschaft für Arthrologie und Chiro-Therapie e. V. (FAC). In dieser Funktion war er bei der Gründung der Deutschen Gesellschaft für Manuelle Medizin (DGMM) und auch bei der Anerkennung chirotherapeutischer Maßnahmen im Leistungskatalog der Kassenärztlichen Vereinigung beteiligt. Später wurde er auch Präsident der DGMM sowie der Internationalen Gesellschaft für Manuelle Medizin (Fédération Internationale de Medicine Manuelle, FIMM).
Um die Behandlungsmethoden zu verbessern und ausbilden zu können, gründete Gutmann die Klinik für Manuelle Therapie Bad Hamm, die er selbst als Chefarzt von 1963 bis 1979 leitete. Gutmann erhielt 1973 einen Lehrauftrag für Manuelle Medizin an der Medizinischen Fakultät der Universität Münster.
Gutmann verfasste auch Grundlagenbücher der Wirbelsäulenorthopädie, insbesondere in Bezug auf die Krankheitsbilder der Halswirbelsäule und der Kopfgelenke.

## Ehrungen
1993 wurde in Hamm die Gottfried Gutmann Akademie gegründet.

## Schriften (Auswahl)
- Gottfried Gutmann (Hrsg.): Funktionelle Pathologie und Klinik der Wirbelsäule, Bd. 1. Die Halswirbelsäule, Teil 2: Allgemeine funktionelle Pathologie und klinische Syndrome. Stuttgart 1984, ISBN 9783437107795.
- Gottfried Gutmann: Die funktionsanalytische Röntgendiagnostik der Halswirbelsäule und der Kopfgelenke. Stuttgart 1981. ISBN 9783437106675.
- Gottfried Gutmann: Mein Beitrag zur Geschichte der manuellen Medizin. In: Albert Cramer (Hrsg.): Geschichte der manuellen Medizin. Springer, Berlin/Heidelberg 1990. ISBN 978-3-540-19493-4.

### Artikel
- Zur Stellung der Chirotherapie in der Medizin. Versuch einer nosologischen Einordnung. In: Manuelle Medizin. Interdisziplinäre Zeitschrift für Arthrologie, Kinesiologie und Chirotherapie. 6. Jahrgang, Heft 1. Ewald Fischer, Heidelberg 1968. S. 8–18.
- Statische Aspekte bei der Coxarthrose. In: Manuelle Medizin. Interdisziplinäre Zeitschrift für Arthrologie, Kinesiologie und Chirotherapie. 8. Jahrgang, Heft 5. Ewald Fischer, Heidelberg 1970. S. 111–120.
- Beitrag zur quantitativen und qualitativen Analyse des Röntgenbildes der Halswirbelsäule im seitlichen Strahlengang. In: Manuelle Medizin. Interdisziplinäre Zeitschrift für Arthrologie, Kinesiologie und Chirotherapie. 9. Jahrgang, Heft 3. Ewald Fischer, Heidelberg 1971. S. 49–56.
- Durchblutungsstörungen der Arteria vertebralis im Zusammenhang mit Halswirbelsäulenverletzungen. In: Manuelle Medizin. Interdisziplinäre Zeitschrift für Arthrologie, Kinesiologie und Chirotherapie. 9. Jahrgang, Heft 5. Ewald Fischer, Heidelberg 1971. S. 112–116.
- Asymmetrie der Gelenke der Halswirbelsäule. Ihre Bedeutung für Klinik, manuelle Therapie und Prognose. Vortrag gehalten auf dem 3. Internationalen Kongress für Manuelle Medizin in Monaco, Oktober 1971. In: Manuelle Medizin. Interdisziplinäre Zeitschrift für Arthrologie, Kinesiologie und Chirotherapie. 10. Jahrgang, Heft 3. Ewald Fischer, Heidelberg 1972. S. 49–59.
- Haltungsfehler und Kopfschmerz. Die pathogenetische Bedeutung der Schulmöbel. In: Manuelle Medizin. Interdisziplinäre Zeitschrift für Arthrologie, Kinesiologie und Chirotherapie. 11. Jahrgang, Heft 4. Ewald Fischer, Heidelberg 1973. S. 76–86.
- Veränderungen der Halswirbelsäule aus der Sicht des Begutachters. In: Manuelle Medizin. Interdisziplinäre Zeitschrift für Arthrologie, Kinesiologie und Chirotherapie. 11. Jahrgang, Heft 6. Ewald Fischer, Heidelberg 1973. S. 124–134.